# Мансфілд (Південна Дакота)
Мансфілд (англ. Mansfield) — переписна місцевість (CDP) в США, в округах Браун і Спінк штату Південна Дакота. Населення — 86 осіб (2020).

## Географія
Мансфілд розташований за координатами 45°14′47″ пн. ш. 98°33′29″ зх. д. / 45.24639° пн. ш. 98.55806° зх. д. (45.246480, -98.558154).  За даними Бюро перепису населення США в 2010 році переписна місцевість мала площу 6,24 км², уся площа — суходіл.

## Демографія
Згідно з переписом 2010 року, у переписній місцевості мешкали 93 особи в 35 домогосподарствах у складі 22 родин. Густота населення становила 15 осіб/км².  Було 39 помешкань (6/км²).
Расовий склад населення:
| - 96,8 % — білих - 1,1 % — чорних або афроамериканців - 1,1 % — азіатів - 1,1 % — осіб інших рас |

До двох чи більше рас належало 0,0 %. Частка іспаномовних становила 0,0 % від усіх жителів.
За віковим діапазоном населення розподілялося таким чином: 25,8 % — особи молодші 18 років, 58,1 % — особи у віці 18—64 років, 16,1 % — особи у віці 65 років та старші. Медіана віку мешканця становила 39,8 року. На 100 осіб жіночої статі у переписній місцевості припадало 121,4 чоловіків;  на 100 жінок у віці від 18 років та старших — 122,6 чоловіків також старших 18 років.
Середній дохід на одне домашнє господарство  становив 54 642 долари США (медіана — 54 375), а середній дохід на одну сім'ю — 55 363 долари (медіана — 60 500). За межею бідності перебувало 30,6 % осіб, у тому числі 43,8 % дітей у віці до 18 років та 54,5 % осіб у віці 65 років та старших.
Цивільне працевлаштоване населення становило 73 особи. Основні галузі зайнятості: роздрібна торгівля — 23,3 %, мистецтво, розваги та відпочинок — 19,2 %, виробництво — 17,8 %.

## Історія
У 1881-1882 роках багато поселенців оселилися в цій області, і кожен чверть землі швидко був зайнятий. Одним з перших поселенців в нашому районібув Джон Мансфілд, який приїхав сюди разом зі своїми батьками, Майклом і Мері Мансфілд, а також кількома братами і сестрами. Джон заснував власну садибу на землі, яка вскорі стала місцем розташування селища Мансфілд. Тому воно носить його ім'я.
Родина переселилася сюди з Ірландії. Мансфілд досяг найбільшої популяції і активності у період з 1910 по 1920 рік, коли одночасно тут проживало близько 200 осіб. В той час це було дуже самодостатнє співтовариство з близько 25 підприємств.
Серед них були готелі, всілякі магазини, банк, елеватори, майстерні по виготовленню снастей та оренді, більярдні та пивні, пошта, станція зі залізницею Чикаго та Північно-Західною, деревообробні майстерні, ковалі, лікарі та в'язниця, яка використовувалася лише один раз (щоб трохи протрезвети п'яного чоловіка). Багато пасажирів подорожували на кількох потягах, які щодня в'їжджали в селище та виїжджали з нього. З поширенням автомобілів Мансфілд, як і всі малі селища, почало відчувати негативний вплив.
Стало легким і приємним їздити до найближчих великих міст за покупками, відвідувати вистави та кінопокази. Менсфілд знаходиться в досить унікальному положенні. Головна вулиця є роздільною лінією між округами Спінк та Браун, розділяючи місто таким чином. Воно також розташоване у двох тауншипах, Нортвілл і Ворнер, і, оскільки воно ніколи не було включене до юрисдикції міста, обов'язки стосовно вулиць тощо розподіляються між цими двома тауншипами.
Одна з об'єднуючих організацій в місті є компанія, що забезпечує доступ до криниці. З глибокої артезіанської криниці надходить чудова холодна вода, і за 25,00 доларів на рік мешканці можуть скористатися водою без обмежень. Однак, у разі виникнення проблем із системою, кожен акціонер повинен буде сплатити свій справедливий внесок на фінансування вирішення проблеми. Декілька жителів селища підключені до системи водопостачання WEB з річки Міссурі. В даний час у селищі проживає близько 100 дружніх людей, які співпрацюють між собою в разі потреби, і велика кількість добровільницьких робіт в селищі.
Населення залишається досить стабільним. Люди добираються до Абердіна або Редфілда на роботу. Обидва ці міста є окружними центрами, розташованими поблизу. Всі будинки в Менсфілді зайняті, і жителі дуже пишаються своїми подвір'ями та будинками. В селищі зараз є 35 будинків. В Менсфілді на даний час дуже мало підприємств, оскільки воно занадто близько до Абердіна, щоб конкурувати. Тут знаходяться добрий банк, майстерня ремонту сільгосптехніки, великий зерновий елеватор, комісійний магазин (спонсорований місцевою церквою), майстерня оббивки меблів, бар та ресторан. У початкові роки була заснована Методистська церква, але пізніше вона розпалась, і всі приєдналися до щойно збудованої Пресвітеріанської церкви.
Ця церква незабаром відзначатиме свою 100-річчя. Лютеранська церква (Трініті) заходу від селища вже понад 100 років. Люди в маленькому селищі дуже залежать один від одного і допомагають один одному, тому що вони потребують і хочуть цього. Сім'я, яка потребує допомоги, може звернутися до будь-кого в селищі. У Менсфілді є одна річ, якої немає в інших містах цього регіону. Одна пара перевезла 7 старих будівель з сільської місцевості на великий майданчик у селищі і відтворила Піонерське селище. Всі будівлі відновлені, і відвідувачі отримують уявлення про життя до початку століття. Діти більше не ходять до школи в селищі.
Школу було закрито в 1968 році, який був роком реорганізації в цьому регіоні. Тепер вони їздять на автобусі до великої школи в недалекому місті Меллетт. Школу побудовано для учнів від першого до дванадцятого класу, і до неї ходять діти з шести інших селищ регіону, всі вони закрили свої школи, як і Менсфілд. В Менсфілді є всі типові службові клуби та патріотичні організації. Усі завжди дуже зайняті. Це чудове місце для виховання сім'ї. Воно знаходиться поруч з перевагами, які пропонує Абердін, але водночас має дружню атмосферу, притаманну лише невеликому селищу. Хтось колись сказав, що в Менсфілді кожен не тільки знає всіх людей, а й може називати кожного собаку за іменем.
Село святкувало своє століття в червні 1982 року з великим парадом і святкуваннями, що збільшили населення на кілька днів до 1 000 осіб. Також, у 1989 році було відзначено сторіччя штату з подібним "фестивалем". У 1989 році було створено дуже красивий парк як вічне спадщина, а також поховано капсулу часу. На пам'ятнику в парку перераховані імена понад 300 першопоселенців і сучасних мешканців цієї області.